# Масвинго (провинция)
Масвинго (англ. Masvingo Province) — провинция в Зимбабве. До 1980 года носила название Виктория. Административный центр — город Масвинго.

## География
Провинция Масвинго находится в юго-восточной части Зимбабве. Площадь Масвинго составляет 56 566 км².
Природный ландшафт представляет собой преимущественно травянистую степную низменность, с лесами и грядами гранитных холмов. Климат сухой, осадки выпадают только в период дождей. На юге, юго-востоке и востоке Масвинго проходит государственная граница Зимбабве с Мозамбиком и с ЮАР.

## Население
По данным на 2013 год численность населения составляет 1 337 961 человек; преимущественно это представители народа шона.
Динамика численности населения провинции по годам:
| 1982      | 2002      | 2013      |
| --------- | --------- | --------- |
| 1 031 697 | 1 318 705 | 1 337 961 |

## Административное деление
Провинция подразделяется на 7 районов: Бикита, Чиви, Зака, Масвинго (адм. центр Масвинго), Гуту, Мвенези и Чиредзи (Чиредзи).

## Экономика
Хорошие условия для разведения крупного рогатого скота. Кроме скотоводства, в провинции развиваются добыча полезных ископаемых и выращивание сахарного тростника — на плантациях, земли которых орошаются за счёт вод реки Мукурикви.

## Достопримечательности
На востоке провинции Масвинго, вдоль границы с Мозамбиком, находится национальный парк Гонарежу. На западе расположены руины средневекового города Большой Зимбабве, объект Всемирного наследия ЮНЕСКО.